# Tratado de Lyon (1601)
El Tratado de Lyon fue firmado el 17 de enero de 1601 entre Francia, España y Saboya para poner fin al conflicto entre Carlos Manuel I de Saboya, duque de Saboya, y el rey de Francia Enrique IV. Según los términos del tratado, Enrique IV de Francia otorgaba Saluzzo a Saboya. A cambio, él adquiría Bugey, Valromey y Gex. Finalmente, el territorio de Bresse fue adjuntado al gobierno militar francés de Borgoña.

## Conflicto franco-saboyano

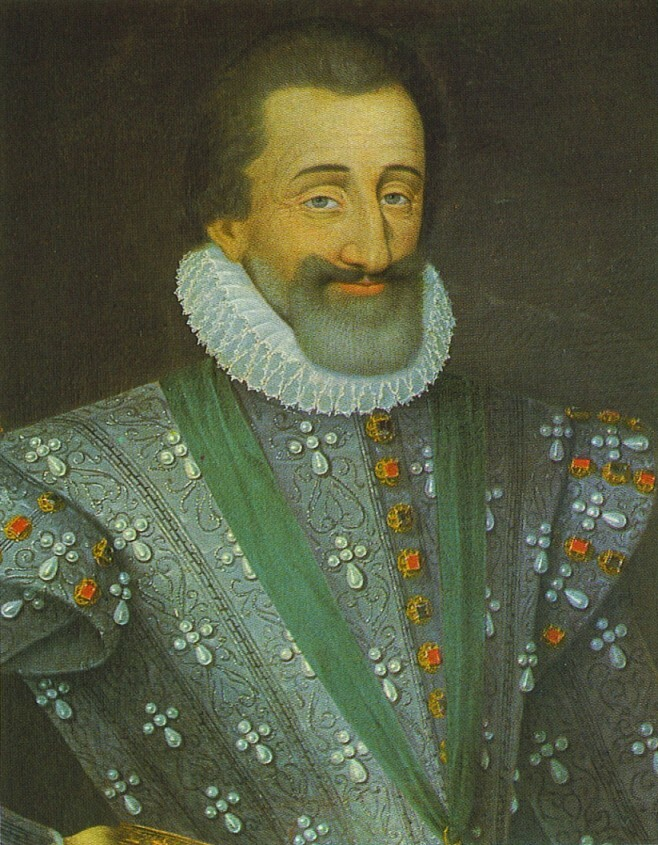
Enrique IV de Francia.

Tras el asesinato de Enrique III, el duque de Saboya previó una dislocación de las tierras al sudeste de Francia. El duque buscaba apoderarse de Provenza y Marsella (1589), incluso de la ciudad de Lyon. François de Bonne, jefe hugonote y amigo del nuevo rey de Francia, se opuso a este proyecto. El conflicto entre las dos facciones duró alrededor de nueve años y se volvió internacional con la intervención de tropas españolas y de Francia (1597).
El duque de Saboya, al concluir el tratado de Vervins entre Francia y España, acudió a París para negociar con el rey la adquisición del marquesado de Saluces, sin contraparte, pero el monarca francés pensaba obtener Bresse y Bugey. Este marquesado, francés desde 1549, tras el fallecimiento de Gabriel de Saluzzo, era un enclave en medio de los Estados de Saboya. Carlos Manuel decidió anexarlo en 1588. El rey de Francia, cansado de la actitud del duque, invadió Saboya y ocupó los valles de Maurienne, Tarentaise y Beaufortain, sitiando y tomando la ciudadela de Montmélian (1600).

## Cláusulas del tratado

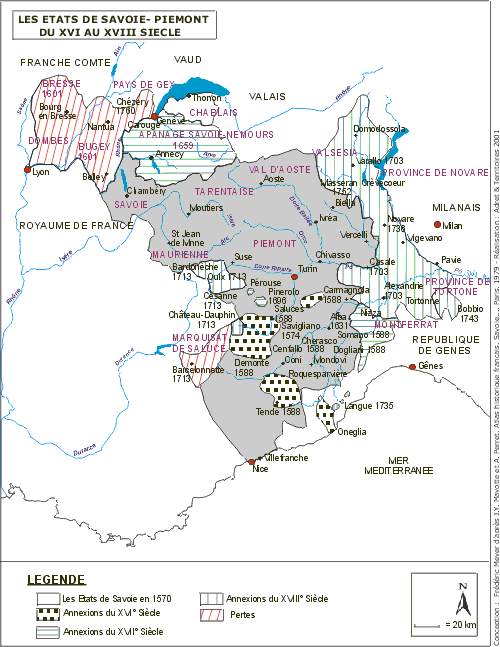
Evolución de los territorios de Saboya entre los siglos y.

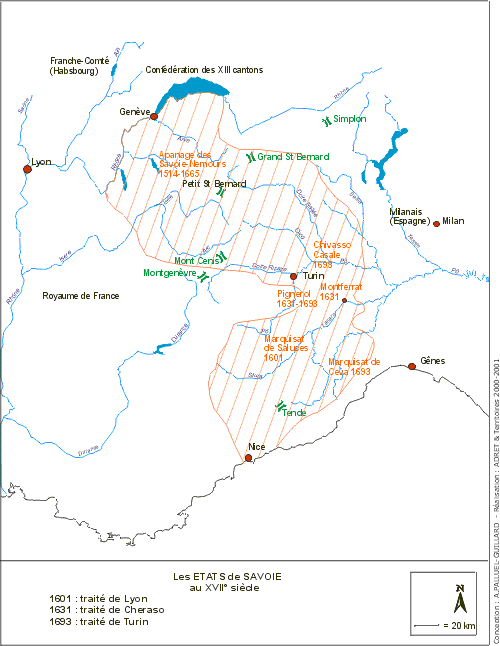
Source:Asamblea de la región de Savoya.

El duque hubo de capitular y firmar el Tratado de Lyon (17 de enero de 1601). Los Estados de Saboya ganaron el Marquesado de Saluzzo, Centallo, Demonte y mantiene Gresin pero perdieron el control del Ródano y las tierras que iban hasta Lyon, principalmente Bresse y Bugey. Saboya perdía la frontera con el Franco Condado y la Monarquía Hispánica veía amenazado el «Camino Español» a través de las tierras al oeste de Suiza.
Para evitar la interrupción del camino, Francia cedió a Saboya los pueblos de Chézery, Lancrans, Léaz y Éloise pudiendo pasar las tropas españolas por el puente de Gresin. En 1760 por el Tratado de Turín estos municipios pasaron a Francia. Al perder el camino toda utilidad.  

## Consecuencias para Ginebra
Este tratado tuvo otras consecuencias, pues puso final a las esperanzas expansionistas de Ginebra y puso a los ginebrinos por primera vez en su historia en una frontera compartida con el Reino de Francia.